# 파나소닉 홀딩스
파나소닉홀딩스 주식회사(일본어: パナソニックホールディングス株式会社, Panasonic Corporation)는 일본의 가전제품 생산을 주요 사업으로 하는 대기업이자 굴지의 리튬 이온 전지 제조사이다. 본사는 오사카부 가도마시. 창업자는 마쓰시타 고노스케(일본어: 松下幸之助)이다. 2008년 9월 30일까지의 기업 명칭은 마쓰시타 전기산업 주식회사(일본어: 松下電器産業株式会社, Matsushita Electric Industrial Co., Ltd.)이었다.

1971년부터 로고

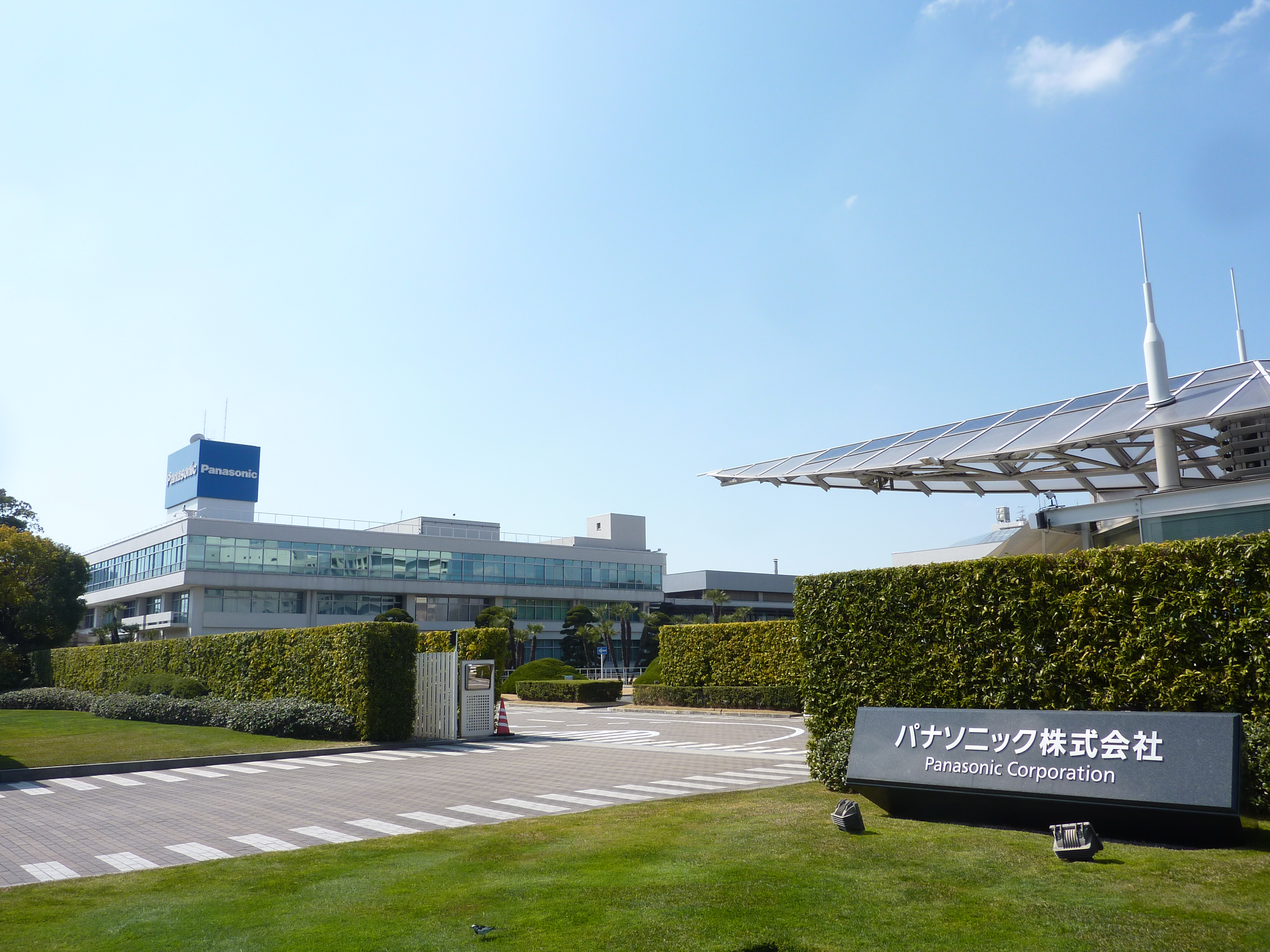
파나소닉 오사카 본사

## 브랜드
마쓰시타 전기산업 주식회사는 굴지의 전자기업으로 군림할 때 여러 브랜드 네임을 사용하였다. 대표적인 브랜드는 다음과 같다. 일본 내수제품에서는 주로 나쇼날(일본어: ナショナル 나쇼나루[*])이라는 자사 브랜드를 사용하였다. 일부 국내향 오디오제품과 대부분의 해외 수출용 제품은 파나소닉(일본어: パナソニック 파나소닛쿠[*])을 사용하였다. 오디오 장비는 주로 테크닉스(일본어: テクニクス 테쿠니쿠스[*])를 사용하였다.
대한민국에서는 1980년대 이전에는 자사의 나쇼날 브랜드가 널리 알려졌고 1990년대 이후에는 파나소닉이라는 자사 브랜드가 더 많이 알려졌다. 이는 1999년부터 한국에서 일본제품 수입자유화 조치가 취해졌기 때문에 수출브랜드 파나소닉이 90년대 이후부터 들어오기 시작했기 때문이었다.

## 역사
창업자 마쓰시타 고노스케는 1918년에 전기소켓을 만드는 '오사카 전등'이라는 회사에서 독립하여 '마쓰시타 전기기구 제작소'를 창업하였다. 마쓰시타는 포탄형의 자전거 램프를 고안해 '내쇼널 램프'라고 만들어 히트를 친다. 이후 1932년에 '마쓰시타 전기산업'으로 개명되었고, 당시 마쓰시타 전공, 마쓰시타 통신공업 등 마쓰시타라는 이름이 붙은 14개의 대기업군을 가지고 있었으며 세계 40개국에 진출해서 나쇼날(National), 파나소닉(Panasonic), 테크닉스(Technics) 등의 유명 브랜드로 다양한 제품을 팔았다. 그룹의 규모가 이리 크다 보니 일본 가전제품 시장을 쥐고 흔들 수 있는 기업으로 손꼽혔다. 비디오 테입 규격을 놓고 VHS와 베타가 격돌할 때 다들 마쓰시타가 어떻게 나서느냐에 따라서 판정이 났었다. 마쓰시타는 1990년 미국 할리우드 영화사 MCA를 61억달러에 사들였다. 하지만 손실을 보고 1995년 캐나다 시그램에 70억달러에 팔았으며 1969년 1월 산토리 산요 도시바 등과 함께 도쿄 오리온즈 인수 물망에 올랐으나 구단 경영에 용훼하지 말라는 오리온즈 측의 제휴 조건 때문에 좌절됐고 롯데가 최종 인수했으며 이외에도 1988년 말 난카이 호크스 인수 물망에 올랐다.
마쓰시타 통신공업은 가전용이 아닌 산업, 업무용 전자제품의 수요가 증대할 것이라는 마쓰시타 고노스케의 예견에 따라 1958년에 설립되었다. 설립 후 자산내용, 수익 등에 있어서 줄곳 마쓰시타 그룹의 우등생으로 군림. 관서(關西) 지방에 본부를 둔 그룹의 약점을 보강하기 위하여 도쿄도의 위성도시인 요코하마에 본사를 둔 마쓰시타 통신공업은 ‘이용자를 위한 하이테크형 효율기업’이라는 모토를 가지고 주로 통신기기, 정보기기를 생산하여 2000년 초중반 이후 이동통신 단말기 부문에서 NEC와 치열한 시장경쟁을 펼쳤다.

### 2000년 이후
2002년 5월 파나소닉캐나다는 토론토 워터프론트에 "music city" 신설.
2008년 파나소닉공장 생산 Electric shavers를 모두 Panasonic Shavers 브랜드로 통일했다.
2009년 12월 파나소닉은 산요(Sanyo)와 최종 합병완료. 연매출액 10억원 회사로 탈바꿨다.
2012년1월 Myspace TV 벤처회사를 파나소닉 TV 사업부에 통합.
2012년 5월 FirePro System 인도회사 지분 76.2% 인수계획 발표.
2013년 7월 일본 소니와 함께 데이터저장용 Archival(Optical) Disc 개발계획 발표.
2014년 7월 미국 Tesla와 함께 Giga Factory 2차전지 생산공장 신설에 투자 (USD 1.6 Billion)
2015년 1월 중국내 TV사업 철수 및 중국 Shandong 소재 joint venture 청산.
2016년 6월 미국 Tesla는 자사 Model3, Model S, Model X (SUV)에 베타적으로 파나소닉 배터리 장착계획 발표.
2019년 반도체 및 보안관련 사업 매각. Vending machine 사업 철수.
2020년 11월 파나소닉은 2022년까지 지주사체제로 전환 계획 발표.
2021년 3월 파나소닉은 Blue Yonder를 USD 6.45billion에 인수발표. 이는 2011년 이후 파나소닉에 가장 큰 규모의 인수 규모이다.
2021년6월 파나소닉은 Tesla 지분 USD$ 3.6billion에 전량 매각 발표.

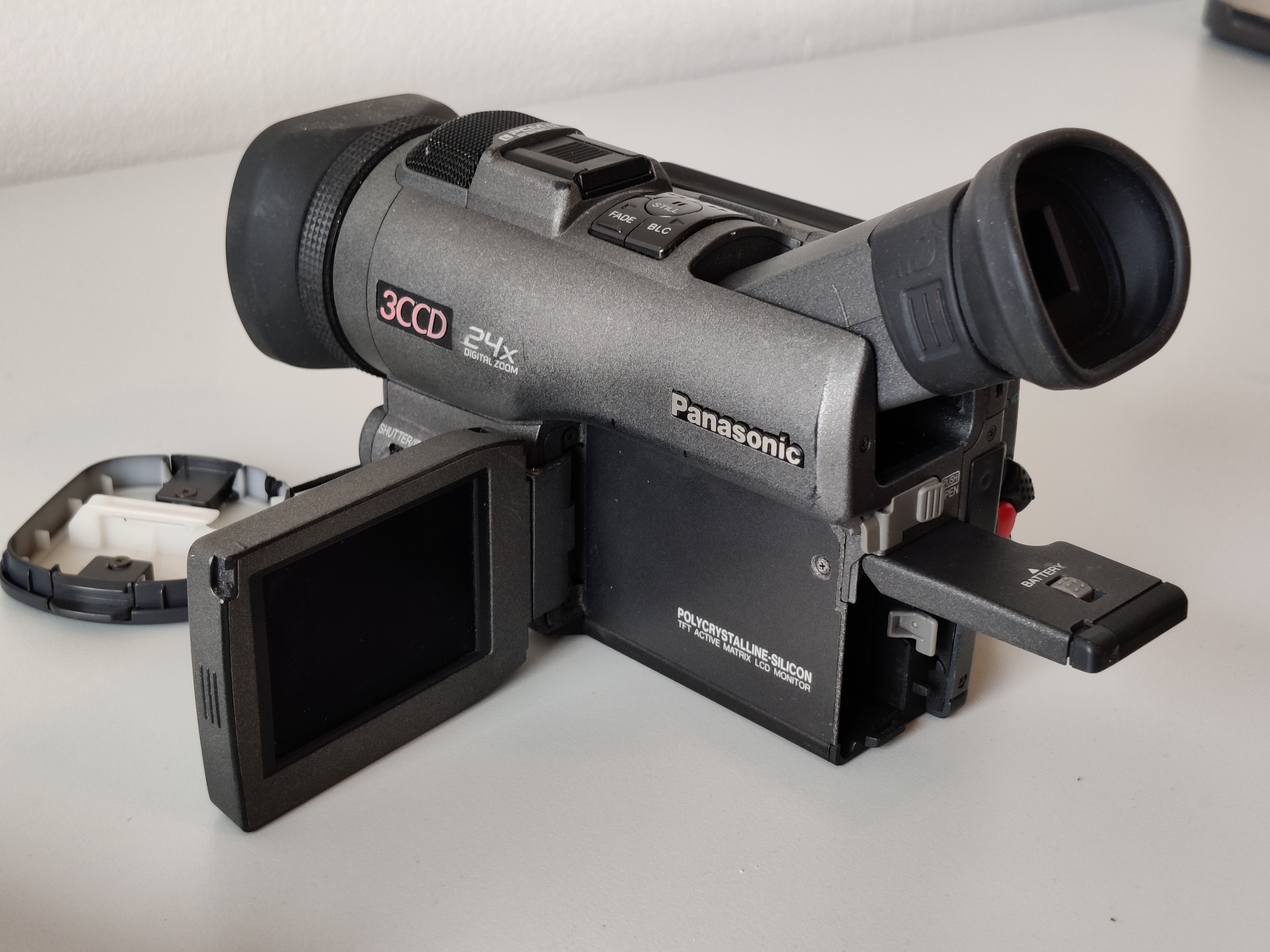

파나소닉은 현재 140,146개의 글로벌 특허를 보유중이며, 약 26만명의 직원과 580개의 지사를 전세계에서 운영 중이다.

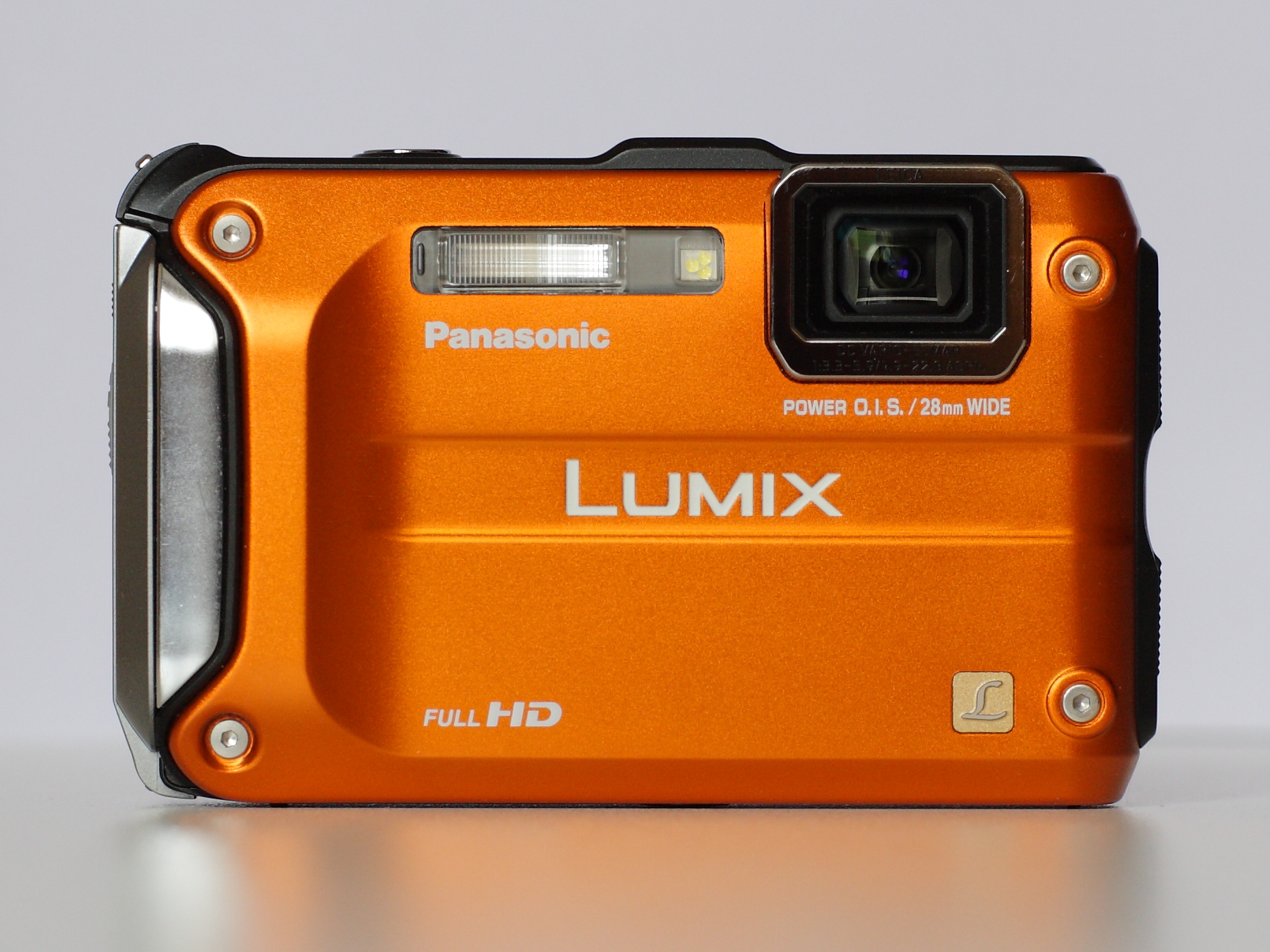

## 스폰서
- 내셔널 극장 (도쿄 방송) 1956년 4월 2일부터 2008년 9월 22일까지 사용을 했다
- 내셔널 골든 극장 (TV아사히) - 1966년 4월 7일부터 1979년 12월 27일까지 사용을 했다.
- 파나소닉 드라마 시어터 (도쿄 방송) - 2008년 10월 13일부터 사용하고 있다.
- 2002 Panasonic배 온게임넷 스타리그 - 페막
- 올림픽과 패럴림픽

## 같이 보기
- 파나소닉코리아
- JVC
- 소니
- 아남전자
- 미쓰비시